# Bretanha d'Armanhac
Bretanha d'Armanhac (en francès Bretagne-d'Armagnac) és un municipi francès situat al departament del Gers i a la regió d'Occitània.

## Geografia

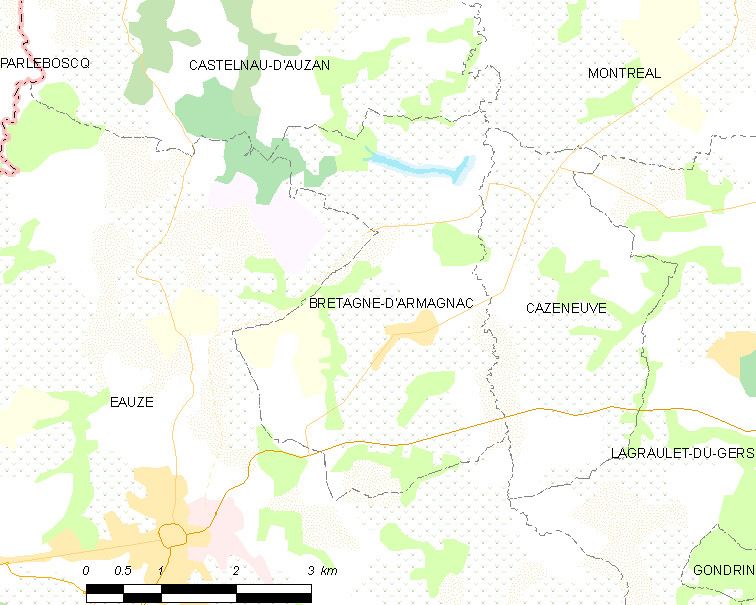
Mapa de la comuna de Bretanha d'Armanhac

## Administració
| Període | Identitat       | Partit        |
| ------- | --------------- | ------------- |
| 2001-   | Gérard Gourgues | Divers droite |

## Demografia
| 1962                                       | 1968 | 1975 | 1982 | 1990 | 1999 | 2006 |
| ------------------------------------------ | ---- | ---- | ---- | ---- | ---- | ---- |
| 416                                        | 388  | 363  | 392  | 345  | 345  | 378  |
| Des de 1962: població sense dobles comptes |      |      |      |      |      |      |